# Base navale di Guantánamo

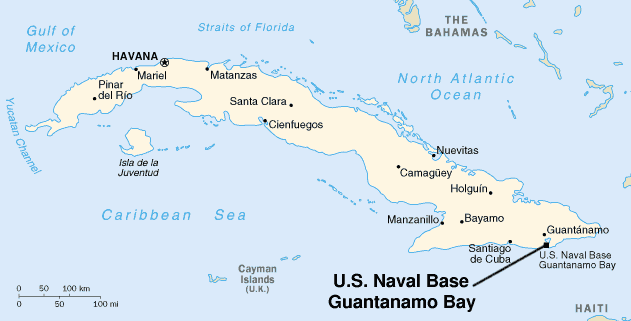
Posizione della base navale di Guantánamo.

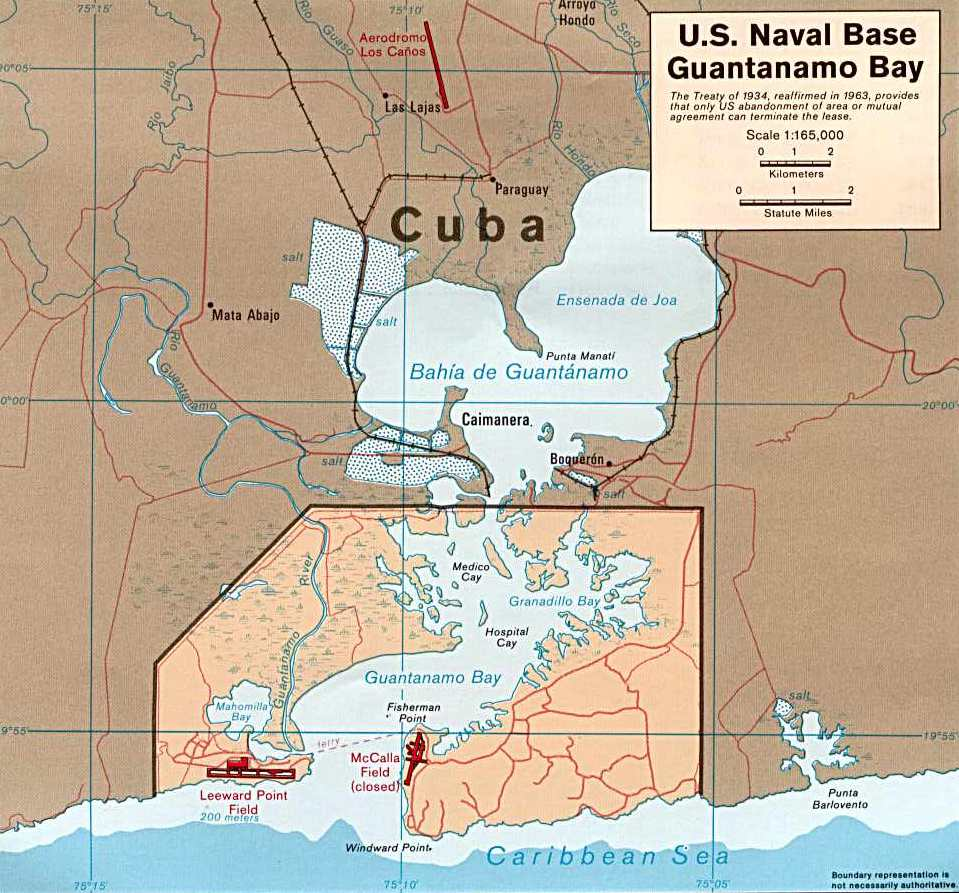
Confini dell'area occupata dalla base in una carta topografica.

La base navale di Guantánamo (in inglese Guantanamo Bay Naval Base, talora indicata con l'acronimo GTMO, pronunciato informalmente come gitmo, [ˈɡɪtmoʊ]; in spagnolo Base Naval de la Bahía de Guantánamo) è una installazione militare, aerea e navale, di 120 chilometri quadrati della marina militare degli Stati Uniti e del corpo dei Marines ubicata presso l'omonima baia, nell'estremo sud-est di Cuba.
Il governo cubano si oppone alla presenza della base aeronavale, sostenendo che il contratto di locazione non è valido ai sensi del diritto internazionale. Il governo degli Stati Uniti, invece, sostiene che il contratto è conforme al diritto internazionale e rivendica la zona come territorio statunitense.

## Storia

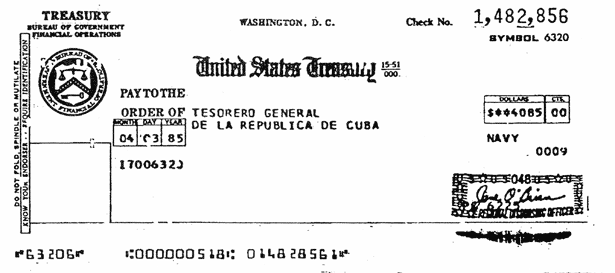
L'assegno dell'affitto per il 1985

Con lo sbarco di Cristoforo Colombo, la baia assunse il nome di Porto Grande, successivamente sostituito, con la conquista da parte dell'Impero britannico, in Cumberland Bay.
Durante la guerra ispano-americana del 1898, la baia fece da testa di ponte per la marina e i marines per il successivo controllo dell'intera isola, costituendo quindi la base navale di Guantánamo.
Nel 1903, a guerra finita, il primo presidente cubano, Tomás Estrada Palma, uomo di fiducia degli USA, offrì un contratto di locazione perpetua della base con completa giurisdizione e controllo in favore del governo statunitense al costo di 2 000 dollari d'oro l'anno.
Tale base assunse un importantissimo ruolo di distribuzione, soprattutto per la marina mercantile e nel commercio carbonifero, principalmente durante il primo conflitto mondiale.
Con la Rivoluzione di Fidel Castro, l'annuale assegno di circa 4 085 dollari (dovuto ad una revisione concordata nel 1934), venne incassato una sola volta, in concomitanza con la grande euforia della rivoluzione. Successivamente, i contratti di locazione non sono mai stati revisionati, né gli assegni sono stati incassati dal governo cubano, per rimarcare che la presenza militare statunitense è considerata illegale, visto che il governo cubano post-rivoluzionario non riconosce come proprie, in conformità al diritto internazionale, le obbligazioni dei precedenti governi di Cuba.
Dopo la Rivoluzione cubana, il numeroso personale cubano civile della base è stato sottoposto da parte del governo cubano, a misure restrittive definite "di sicurezza", sempre più forti, fino al completo divieto da parte del governo de L'Avana ai cittadini cubani di lavorare per la base statunitense, divieto poi revocato.
Con la crisi dei missili di Cuba del 1962, tutti i familiari dei militari alloggiati nella base furono evacuati, per essere reinsediati al termine della crisi.

### Oggi
Con oltre 9 500 marinai e Marines degli Stati Uniti, la base aerea e navale dell'U.S. Navy di Guantánamo è l'unica installazione militare statunitense in funzione in uno Stato socialista.
Nel dibattito politico statunitense l'ordine di chiusura del carcere di Guantánamo è stato oggetto di ulteriori polemiche, in quanto alcuni auspicavano un totale abbandono della base e il conseguente ritorno della sua sovranità sotto il governo di Cuba come un passo simbolico per una nuova impostazione delle relazioni di Washington con l'America Latina e i Caraibi promessa dalla politica estera dell'amministrazione Obama.

## Prigione di Guantánamo
Dal 2002 la base ospita una prigione militare, fino a poco tempo fa non accessibile, dove vennero imprigionati, e sottoposti su autorizzazione dell'allora presidente George W. Bush, ad un trattamento da alcuni ritenuto non conforme alle norme del diritto internazionale, in special modo quelle della convenzione di Ginevra, i prigionieri di guerra, delle campagne militari in Afghanistan e Iraq, e quelli considerati collegati con la rete del terrorismo internazionale.
Il Governo degli Stati Uniti sostiene che i principali diritti previsti dalla convenzione di Ginevra sono comunque "sostanzialmente rispettati", ma che lo status di "prigionieri di guerra", non può legittimamente ricorrere per coloro che sono considerabili "combattenti irregolari, attentatori o terroristi".
Il 22 gennaio 2009, il presidente Barack Obama ha firmato gli ordini esecutivi per chiudere ciò che resta della rete di prigioni non accessibili, tra cui il campo di detenzione di Guantánamo, entro un anno.
Tuttavia Obama ha rinviato di almeno sei mesi o più le delicate decisioni relative, mentre con i successivi presidenti il tutto si è bloccato.

## Filmografia
La base di Guantánamo appare nella serie televisiva statunitense The Last Ship e nell'episodio 8 della stagione 1 di NCIS - Unità anticrimine.
Il film Codice d'onore è parzialmente ambientato nella base di Guantanamo.
La parte finale del film Bad Boys II è ambientata all'esterno della base.